# Day Automobile Company
Day Automobile Company war ein US-amerikanischer Hersteller von Automobilen.

## Unternehmensgeschichte
Thomas W. Day hatte Erfahrungen als Händler für Locomobile gemacht. Er gründete 1911 das Unternehmen in Detroit in Michigan. Hugh Jennings war Vizepräsident. Im gleichen Jahr begann die Produktion von Automobilen. Der Markenname lautete Day Utility. Nach anfänglich guten Verkaufszahlen wurde im Frühjahr 1912 eine größere Fabrik bezogen. Dann traten Geldprobleme auf, die im August 1913 zur Auflösung des Unternehmens führten. Pläne für ein Werk in Spokane im US-Bundesstaat Washington konnten nicht mehr umgesetzt werden.

## Fahrzeuge
Die Fahrzeuge waren auf die Bedürfnisse von Farmern ausgelegt. Sie boten unterhalb der Sitze viel Platz für Ladung. Alle Modelle hatten Vierzylindermotoren.
1911 leistete der Motor 21 PS. Der Radstand betrug 254 cm. Model 1 war ein Roadster und Model 2 ein Tourenwagen.
1912 wurde die Motorleistung auf 26 PS gesteigert. Das Fahrgestell war verlängert worden und hatte nun 279 cm Radstand. Einziger Aufbau war ein fünfsitziger Tourenwagen.
1913 stand nur das Model D im Sortiment. Es hatte einen Motor mit 33 PS Leistung. Der Radstand betrug 292 cm. Der offene Tourenwagen bot Platz für sieben Personen.

## Modellübersicht
| Jahr | Modell  | Zylinder | Leistung (PS) | Radstand (cm) | Aufbau               |
| ---- | ------- | -------- | ------------- | ------------- | -------------------- |
| 1911 | Model 1 | 4        | 21            | 254           | Roadster             |
| 1911 | Model 2 | 4        | 21            | 254           | Tourenwagen          |
| 1912 |         | 4        | 26            | 279           | Tourenwagen 5-sitzig |
| 1913 | Model D | 4        | 33            | 292           | Tourenwagen 7-sitzig |